# Regeringen Jens-Frederik Nielsen
Regeringen Jens-Frederik Nielsen har været Grønlands regering siden april 2025. Den blev dannet efter valget til Grønlands parlament i marts 2025, som en koalitionsregering med demokraternes formand Jens-Frederik Nielsen som regeringsleder og med deltagelse af alle partier i Grønlands parlament med undtagelse af Naleraq.

## Regeringsdannelse
Efter valget i 2025, som blev afholdt under den diplomatiske krise mellem USA, Grønland og Danmark, udtalte valgets vinder Jens-Frederik Nielsen, at han ønskede at danne en så bred koalition som muligt for at undgå interne stridigheder i lyset af det store udenrigspolitiske pres fra USA. Der blev derfor indledt koalitionsforhandlinger med alle partier. Den 24. marts 2025 blev forhandlingerne med Naleraq afbrudt, da partiet krævede indledning af selvstændighedsforhandlinger (i henhold til selvstyrelovens § 21) som et ultimatum. Den 28. marts 2025 blev koalitionsaftalen mellem de resterende fire partier indgået, og den nye regering blev præsenteret. Regeringen tiltrådte den 7. april 2025 efter at være godkendt af parlamentet.

## Sammensætning
Regeringen hvis sammensætning blev offentliggjort den 28. marts 2025 har følgende ministre:
- Formand for regeringen: Jens-Frederik Nielsen, Demokraterne
- Minister for finanser og skatter: Múte B. Egede, Inuit Ataqatigiit
- Minister for udenrigsanliggender og forskning: Vivian Motzfeldt, Siumut
- Minister for uddannelse, kultur, idræt og menighed: Nivi Olsen, Demokraterne
- Minister for erhverv, råstoffer mv.: Naaja H. Nathanielsen, Inuit Ataqatigiit
- Minister for sundhed- og handicapområdet: Anna Wangenheim, Demokraterne
- Minister for børn, unge og familier: Maasi Pedersen, Inuit Ataqatigiit
- Minister for fiskeri, fangst, landbrug og selvforsyning: Peter Borg, Demokraterne
- Minister for socialområdet, arbejdsmarked, inderigsanliggender og miljø : Bentiaraq Ottosen (Atassut)
- Minister for bolig, infrastruktur og yderdistrikter: Aqqaluaq B. Egede, Inuit Ataqatigiit